# Werbach-Böttigheimer Tal
Als Werbach-Böttigheimer Tal wird ein Teil des Naturraums Tauberland in Baden-Württemberg und Bayern bezeichnet. Das Gebiet umfasst die zwei mündungsnah zusammenhängenden Talmulden des Welzbachs und des kleineren Limbachsgrabens, die bei Werbach (im Main-Tauber-Kreis) kurz nacheinander aus etwa dem Nordosten der Tauber zufließen. Das größere Welzbachtal hat Anteil an den Gemeinden Altertheim (im Landkreis Würzburg) und Werbach, von denen beiden einige Orte im Tal liegen, das kleinere Tal des Limbachsgrabens an den Gemeindegebieten von Neubrunn (im Landkreis Würzburg) mit dem Ort Böttigheim und von Werbach.
Das Werbach-Böttigheimer Tal ist als naturräumliche Teileinheit Nr. 129.43 der Haupteinheitengruppe Neckar- und Tauber-Gäuplatten eine von vier Untergliederungseinheiten der Einheit Tauberberg (Nr. 129.4) in zweiter Nachkommastelle. Die anderen Untergliederungseinheiten des Tauberbergs sind der Unterbalbach-Röttinger Riedel (Nr. 129.40), die Messelhäuser Hochfläche (Nr. 129.41) und die Großrinderfelder Fläche (Nr. 129.42).

## Naturräumliche Gliederung
Das Werbach-Böttigheimer Tal ist folgender Teil des Naturraums Tauberland der Haupteinheitengruppe Neckar- und Tauber-Gäuplatten:
- (zu 12 Neckar- und Tauber-Gäuplatten)
  - 129 Tauberland
    - 129.0 Umpfer-Wachbach-Riedel
      - 129.01 Königheimer Tal

    - 129.1 Südliche Tauberplatten
    - 129.2 Freudenbacher Platte
    - 129.3 Taubergrund
      - 129.30 Mittleres Taubertal
      - 129.31 Vorbachtal
      - 129.32 Wittigbachtal
      - 129.33 Taubertal bei Bieberehren

    - 129.4 Tauberberg
      - 129.40 Unterbalbach-Röttinger Riedel
      - 129.41 Messelhäuser Hochfläche
      - 129.42 Großrinderfelder Fläche
      - 129.43 Werbach-Böttigheimer Tal